# Klaus Ritter (Politikberater)
Klaus Ritter (* 18. September 1918 in Kassel; † 27. Januar 2015 in Agatharied) war ein deutscher Politikberater und Jurist. Er war Gründer und langjähriger Leiter der Stiftung Wissenschaft und Politik (SWP).

## Familie
Klaus Ritters Vater Karl Bernhard Ritter war Theologe und DNVP-Politiker, sein Onkel Hellmut Ritter Orientalist, ein anderer Onkel, Gerhard Ritter, war Historiker.

## Lebensweg
Klaus Ritter war ab 1938 Soldat. Während des Zweiten Weltkrieges war er Hauptmann der Artillerietruppe der Wehrmacht und von 1942 bis Anfang 1944 im Oberkommando des Heeres (OKH) tätig, wo er zu der von Generalmajor Reinhard Gehlen geleiteten Abteilung Fremde Heere Ost gehörte, die die sowjetischen Streitkräfte analysierte. Ritter lernte dort unter anderem Richard von Weizsäcker kennen. Auf der baltischen Halbinsel Sworbe gelang es Ritter 1944, sich mit seiner Truppe aus sowjetischer Einkesselung zu befreien, eine militärische Leistung, für die er mit dem Ritterkreuz des Eisernen Kreuzes ausgezeichnet wurde.
Im Jahr 1946 heiratete er Margarete, geborene Külken, mit der er fünf Kinder hatte: Michael, Anke, Amadé, Manuel und Nikolai.
Nach dem Krieg studierte Ritter Rechtswissenschaft und Philosophie an der Georg-August-Universität Göttingen und der Philipps-Universität Marburg und schloss sein Studium nach dem juristischen Staatsexamen im Jahr 1951 mit einer rechtsphilosophischen Dissertation über Naturrecht und Rechtspositivismus ab.
Ritter war jahrelang Mitglied der Organisation Gehlen, aus der am 1. April Jahr 1956 der Bundesnachrichtendienst (BND) hervorging. Zuletzt war er dort Leiter der politischen Auswertung. Unter dem Decknamen Röhl legte Ritter im Jahr 1953 für die Central Intelligence Agency ein Dossier über vermeintlich oder tatsächlich linke Journalisten in der Bundesrepublik an, in dem er eine „genauerer Überprüfung der Redaktionsstäbe“ empfahl.
1960 kehrte Ritter von einem USA-Aufenthalt als Stipendiat der Harvard University nach Deutschland zurück.
Ritter gehörte zu den Gründern der Arbeitsgemeinschaft Wissenschaft und Politik (AWP), die 1962 von einer Gruppe von Politikern und Wirtschaftsvertretern ins Leben gerufen worden war. Die AWP brachte die Gründung der Stiftung Wissenschaft und Politik (SWP), anfangs in Ebenhausen, sowie ihres Instituts für internationale Politik und Sicherheit auf den Weg, dessen Direktor Ritter von 1962 bis März 1988 war. Bis 1995 war er Mitglied des Vorstands der SWP. Seit 1969 war Ritter zudem Honorarprofessor am Geschwister-Scholl-Institut der Ludwig-Maximilians-Universität München.
Die von Ritter mitbegründete AWP firmiert mittlerweile als „Forum Ebenhausen e.V. – Freundeskreis der Stiftung Wissenschaft und Politik“.
Im April 1988 wurde Ritter in den Ruhestand verabschiedet. Sein Nachfolger als Direktor des Forschungsinstitutes der Stiftung Wissenschaft und Politik wurde der Historiker Michael Stürmer.
Am 27. Januar 2015 verstarb Klaus Ritter im Alter von 96 Jahren. Er wurde am 5. Februar 2015 auf dem Waldfriedhof in Gauting bestattet.

## Veröffentlichungen
- Zwischen Naturrecht und Rechtspositivismus. Eine erkenntnistheoretische Auseinandersetzung mit neueren Versuchen zur Wiederherstellung einer Rechtsmetaphysik. Dissertation. Luther-Verlag, Witten 1956.
- mit Hans Maier, Ulrich Matz: Politik und Wissenschaft., Beck, 1971.
- Die Dominanz des Ost-West-Konfliktes. In: Wilhelm Cornides (Hrsg.): Europa-Archiv. Band 40. Verlag für Internationale Politik, 1985, S. 1.